# Carmona (Spagna)
Carmona è un comune spagnolo di 28.344 abitanti situato nella comunità autonoma dell'Andalusia, in provincia di Siviglia.
La cittadina di aspetto moresco è situata nella fertile pianura del Guadalquivir sul cocuzzolo di un colle a 428 metri di altitudine.

## Nome
Il nome è di radice fenicia: kar significa "città", i Romani la chiamarono Carmo e gli Arabi Carmona.

## Storia
La posizione geografica e la facile difendibilità unite alla fertilità del suolo fecero sì che fosse abitata già in epoca preistorica; si sono trovati infatti resti archeologici che testimoniano la presenza umana nel Paleolitico.
Fu colonia dei Cartaginesi della cui presenza ci sono alcuni resti nelle mura della Porta di Siviglia. Nel 206 a.C. fu occupata dai Romani e costituì un importante centro della provincia Betica (una delle tre province in cui i Romani suddivisero l'intera Spagna). Aveva il titolo di municipium: poteva battere moneta e rafforzò le sue mura con la cinta di epoca romane citata come poderosa da Cesare nel De bello civili. I Romani hanno lasciato molte testimonianze della loro presenza soprattutto con l'enorme necropoli ed è riconoscibile nella struttura urbana la caratteristica disposizione romana col cardo che si identifica con la strada che unisce la Porta di Siviglia alla Porta di Cordova.
Ci sono pure resti dell'epoca visigota.
Gli Arabi l'occuparono nel 712 e nell'XI secolo divenne la capitale dell'omonima taifa. Anche sotto il dominio arabo fu pertanto un centro importante: vi si costruirono alcázar, moschee e altri notevoli edifici dei quali esistono oggi delle vestigia. La riconquista cristiana della città avvenne nel 1247 ad opera di Ferdinando III che si preoccupò del ripopolamento della città stessa. Alfonso X il Saggio delimitò il territorio municipale e Pedro I il Crudele la preferì ad altre città: vi abitò spesso e restaurò e ampliò l'Alcazar de la Puerta de la Marchena facendone la residenza reale.
Nel XV secolo le lotte fra i partigiani dei Ponce de León, signori di Arcos e di Marchena, e i Guzmán, conti di Niebla e duchi di Medina Sidonia, causarono danni alla città che fu dichiarata tale da Filippo IV nel 1630. Il titolo le dava una certa indipendenza e la possibilità di eleggere un consiglio per il governo della città.
Nessun altro avvenimento importante caratterizzerà più Carmona, che seguirà come tranquilla cittadina di provincia le vicende della Spagna fino ai nostri giorni.
Nel 2019 fu rinvenuta la bottiglia di vino più antica del mondo, un'urna di vetro di epoca romana risalente a 2.000 anni fa, col contenuto liquido ancora intatto e utilizzata nell'ambito dei riti funebri.

## Geografia fisica
Il comune è situato nella piana del Guadalquivir, che segna in parte il confine settentrionale del comune. Nel territorio comunale scorrono due dei suoi principali affluenti di sinistra, il Corbones nella parte orientale ed il Guadaíra nella parte sudoccidentale.

## Monumenti

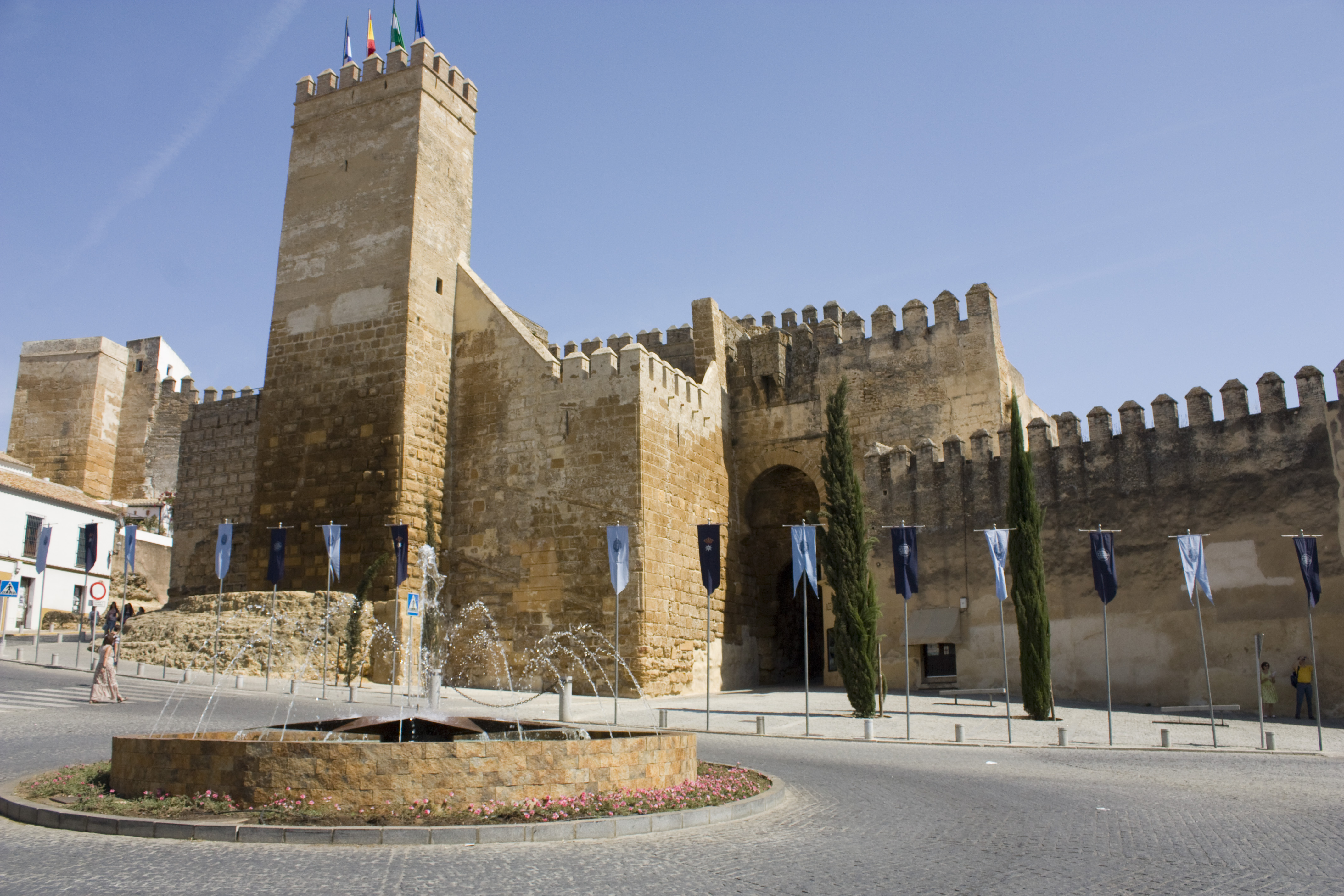
Porta di Sevilla

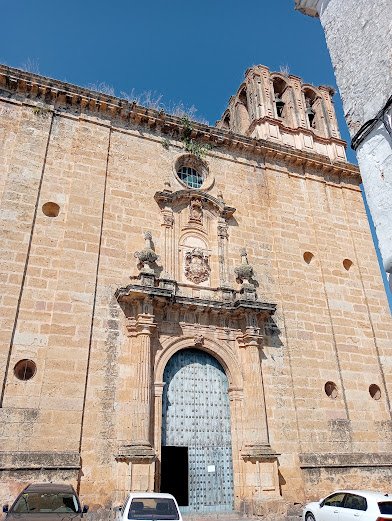
Chiesa del Salvatore

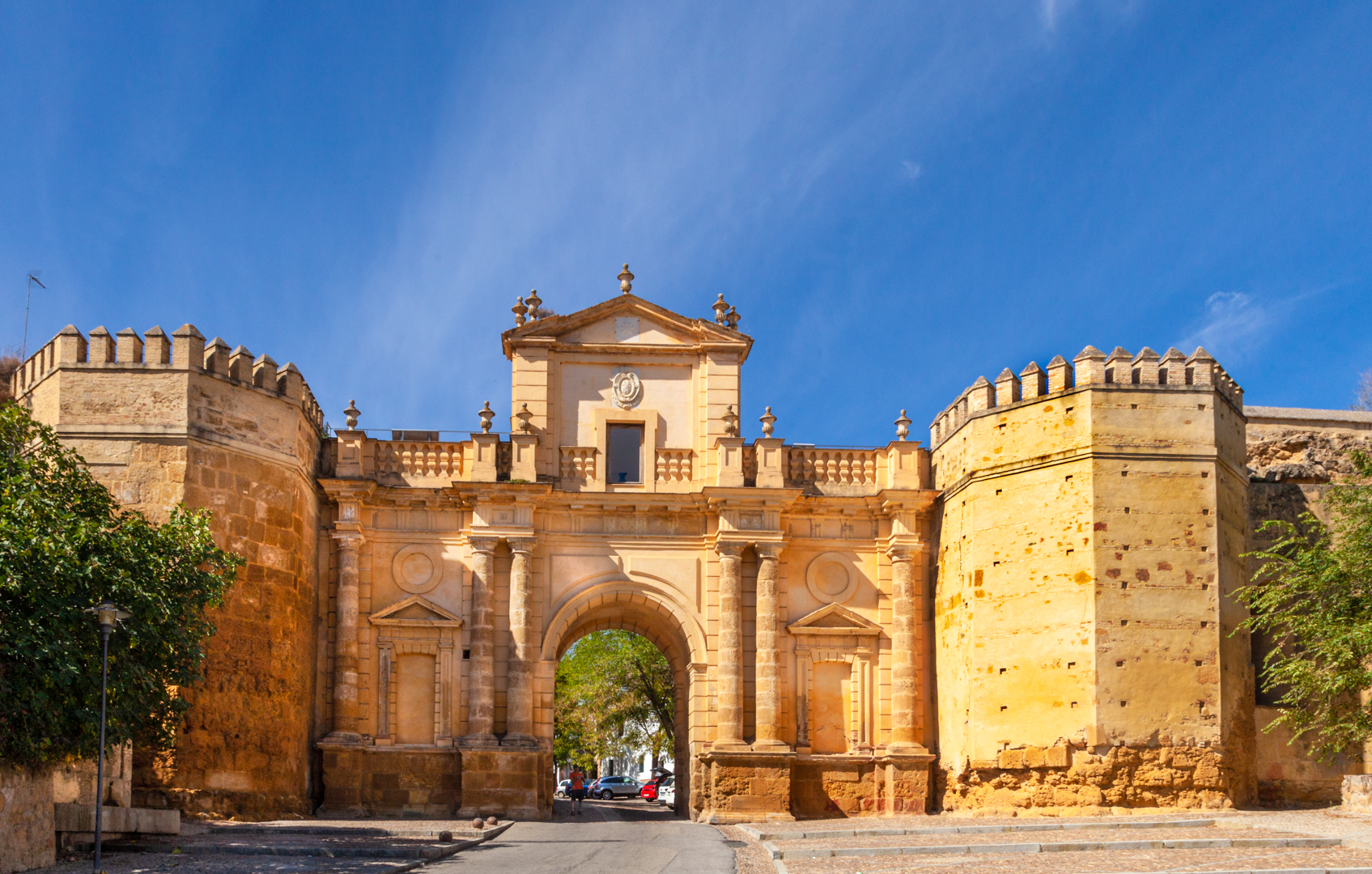
Porta di Cordova

- Necropoli romana: scoperta casualmente nel 1868 è una delle più grandi che si conoscano; fu utilizzata dal I secolo a.C. al IV d.C. Ha un migliaio di tombe scavate nel tufo costituite da camere sotterranee con nicchie alle pareti per contenere le ceneri poiché, evidentemente, si applicava la cremazione. In diverse camere c'erano decorazioni dipinte sullo stucco che ricopriva le pareti o affreschi. Una di queste tombe, quella di Servilio, è preceduta da un atrio e da una vasca per le abluzioni. C'erano anche il triclinio per i banchetti funebri e un mausoleo circolare. Il materiale trovato nelle tombe è custodito nel Museo.
- Plaza de San Fernando: è una piazza con edifici del XVI secolo e una casa in stile mudéjar.
- Ayuntamiento: vi sono due edifici comunali: uno l'antico ayuntamiento del 1588, oggi sede del tribunale, e il nuovo che ha un patio con un grande mosaico romano della Medusa e ritratti di re di Spagna.
- Iglesia de San Felipe: del secolo XIV.
- Iglesia del Salvador: del secolo XVII edificio barocco.
- Santa Maria: grande chiesa gotica del secolo XVI. Nel patio, inciso sul fusto di una colonna, un calendario liturgico visigoto.
- Convento de las Descalzas: del Seicento con chiesa barocca del secolo successivo.
- Convento de Santa Clara: del secolo XV con una bellissima chiesa mudejar rifatta nel 1664 in forme barocche.
- San Pedro: chiesa del secolo XV con campanile che si riferisce alla Giralda di Siviglia.
- Ermita de San Mateo: del secolo XV.
- Ermita de Nuestra Señora de Gracia: del XV secolo.
- Viviendas barrocas: case barocche dei secoli XVII e XVIII.
- Viviendas mudéjar: del XV e XVII secolo.
- Hospital de la Caritad: in stile mudejar del XVI secolo.
- Plaza de Abastos: del 1842 con edifici neoclassici.
- Alcázar de la Puerta de Sevilla: in origine cartaginese con alcuni resti di mura romane, modificato nel medioevo da Arabi e Cristiani.
- Alcázar de la Puerta de Marchena: di origine almohada, dove si stabilì il re Pedro I modificandolo; altre modifiche vi furono apportate dai Re cattolici nel XVI secolo.
- Alcázar del rey Don Pedro: di stile mudejar, in gran parte ricostruito.

## Le Feste
Carnavales in febbraio, Settimana Santa, Las Mayas il 1º maggio, La Feria terzo fine settimana di maggio, la Romería la prima domenica di settembre e le feste patronali de Nuestra Señora de Gracia nella seconda settimana di settembre.

## I dintorni
- A 30 km Siviglia.
- A 45 km Écija, cittadina tipicamente andalusa, di origine greca, fiorente sotto i Romani e gli Arabi.
- A 25 km il castillo de la Monclova del secolo XVII.